# Брієві
Брієві (Bryidae) — підклас мохів класу листостеблові мохи (Bryopsida).

## Опис
Багаторічні або однорічні мохи, різні за розміром від 1 мм до 50 см), зазвичай зелені, рідше бурі або чорні. Ростуть поодинці, групами або подушками чи килимами на різних субстратах.
Стебла радіальної будови, часто з диференційованими тканинами. Листки різної форми, з жилкою або без неї. Спорогони верхівкові або бічні, з ковпачком або без нього. Коробочка здебільшого з перистомом, кілечком, кришечкою, колонкою. Протонема нитчаста, у деяких видів залишається протягом усього життя рослин.

## Поширення
Поширені по всьому світу від тундри і лісотундри до степів і пустель.

## Класифікація
У підкласі нараховують близько 11,5 тис. видів, 71 родину і 10 порядків:.
Надпорядок Bryanae
Splachnales
Bryales
Bartramiales
Orthotrichales
Hedwigiales
Rhizogoniales
Надпорядок Hypnanae
Hypnodendrales
Ptychomniales
Hookeriales
Гіпнобрієві (Hypnales)